# Sturnia malabarica
Sturnia malabarica é uma espécie de ave da família Sturnidae. Habita a Índia e o Sudeste Asiático. É uma espécie residente ou parcialmente migratória encontrada em habitats arborizados na Índia e no Sudeste Asiático. O nome da espécie é devido à distribuição de uma antiga subespécie na região de Malabar. Enquanto o estorninho de cauda castanha é um visitante de inverno na Índia peninsular, a população reprodutora residente intimamente relacionada com uma cabeça branca é agora tratada como uma espécie completa, o estorninho de Malabar (Sturnia blythii).

## Descrição
Os adultos têm um comprimento total de aproximadamente 20 cm (7,9 pol.). Eles têm partes superiores cinza e remiges enegrecidos, mas a cor da plumagem restante depende da subespécie. Na subespécie nomeada e blythii, as partes inferiores (incl. infracauda) são ruivas, mas em nemoricola as partes inferiores são ruivas tingidas de esbranquiçado, especialmente nos flancos e crissum (as coberturas infracaudais que cercam a cloaca). O nominado e o nemoricola têm cabeça cinza claro com estrias esbranquiçadas (especialmente na região da coroa e do colarinho). Ambas as subespécies têm íris brancas e um bico amarelo com uma base azul clara. Os sexos são semelhantes, mas juvenis têm partes inferiores esbranquiçadas e apenas pontas castanhas nas penas da cauda.

## Comportamento
O ninho do estorninho-de-cauda-castanha é normalmente encontrado em florestas abertas e cultivo, e ele constrói um ninho em um velho barbete ou buraco de pica-pau em um tronco de árvore, de 3 a 12 m (9,8 a 39,4 pés) de altura. A ninhada normal é de 3-5 ovos, azul claro, sem marcas. A época de nidificação é geralmente de março a junho.
Como a maioria dos estorninhos, é bastante onívoro, comendo frutas, néctar e insetos. Eles voam em bandos compactos e muitas vezes mudam rapidamente de direção com grande sincronia.